# L'araucana, massacro degli dei
L'araucana, massacro degli dei (La Araucana) è un film del 1971 diretto da Julio Coll, basato sul poema epico La Araucana di Alonso de Ercilla.

## Trama
Il film narra della guerra di Arauco, la spedizione castigliana comandata da Pedro de Valdivia nel Cile del XVI secolo dal Perù, attraverso la fondazione della città di Santiago, la sua lotta contro gli araucaniani, che la attaccarono distruggendola quasi completamente, e furono respinti con l'aiuto decisivo di Inés de Suárez. Alla fine, un suo tentativo di sconfiggerli definitivamente, culminò nella battaglia di Tucapel, dove Pedro de Valdivia venne sconfitto e ucciso da loro sotto il comando di Lautaro, un indiano che conosceva le tattiche di battaglia, avendole apprese dagli spagnoli. In seguito qest'ultimo utilizzò quelle tattiche con successo contro di loro, il che portò gli araucani a riuscire a fermare decisamente la loro avanzata.

## Produzione
Il film venne girato in Cile (ad Arauco, Calama, Salto del Laja, Santiago, Tobolango e Valdivia) e in Perù, a Cusco, con gran dispiego di mezzi che crearono grandi aspettative per la prima proiezione, che avvenne il 2 agosto 1971. Il film però fu un flop al botteghino e venne accolto malamente dalla critica

## Distribuzione
In Italia ebbe il visto di censura n. 59.281 del 18 novembre 1971 per una lunghezza di 2.840 metri ed ebbe la prima proiezione il 25 febbraio 1972.